# Kostenartenrechnung
Die Kostenartenrechnung ist die erste von drei Stufen der Kosten- und Leistungsrechnung. Im Rahmen der Kostenartenrechnung müssen die Kosten von Aufwendungen und Leistungen von Erträgen abgegrenzt und die angefallenen Kosten sowie Leistungen einer Abrechnungsperiode erfasst und gegliedert werden. Die Kostenartenrechnung befasst sich dabei mit der Frage „Welche Kosten sind in welcher Höhe angefallen?“

## Gliederung der Kostenarten

### Nach der Art der verbrauchten Produktionsfaktoren
Diese Faktoren werden auch betriebsbedingte Kosten genannt.
- Personalkosten (Löhne, Gehälter, Aufwand für Abfertigung und Pension, Sozialaufwand etc.)
- Materialkosten (Rohstoffe, Hilfsstoffe, Betriebsstoffe, Vorprodukte etc.)
- Dienstleistungskosten (inklusive öffentlicher Abgaben; Transport, Energie, Beratung, Versicherung etc.)
- Kapitalkosten  (Zinsen, Dividenden)
- Raumkosten  (Miete, Pacht, Reinigung)
- kalkulatorische Kosten (kalk. Abschreibung, kalk. Zinsen, kalk. Wagnisse etc.)

### Nach betrieblichen Funktionen
- Beschaffungskosten/Materialkosten
- Fertigungskosten
- Vertriebskosten (Betriebsabrechnungsbogen)
- Verwaltungskosten (Kostenstellenrechnung)
- Steuerkosten

### Nach der Art der Kostenerfassung
- aufwandsgleiche Kosten (pagatorische Kosten)
- kalkulatorische Kosten (werden für die Zwecke der Kostenrechnung ermittelt)

### Nach der Herkunft der Kostengüter
- Primärkosten (auch primäre oder einfache Kosten) Kosten für Produktionsfaktoren, die ein Unternehmen nicht selbst herstellt, sondern von Beschaffungsmärkten bezieht. (z. B. Lohnkosten, Kosten für Büromaterial)
- Sekundärkosten (geldmäßiges Äquivalent des Verbrauchs an innerbetrieblichen Leistungen; bspw. selbsterstellter Strom, selbsterstellte Wärme, selbsterstellte Reparaturen). Dabei werden in der Kostenartenrechnung regelmäßig nur Primärkosten erfasst, wohingegen Sekundärkosten aufgrund ihrer Kostenstellenbezogenheit und Wiedereinsatzfähigkeit, sei es in Form der innerbetrieblichen Leistungsverrechnung oder sei es in Form von Umlagen, regelmäßig erst in der Kostenstellenrechnung berücksichtigt werden.

### Nach der Zurechenbarkeit
- Einzelkosten

Einzelkosten (auch direkte Kosten oder Kostenträgereinzelkosten) können direkt den einzelnen betrieblichen Leistungen zugerechnet werden (z. B. Holz bei Möbelherstellung).
- Gemeinkosten

Gemeinkosten (auch indirekte Kosten oder Kostenträgergemeinkosten) sind den einzelnen Kostenträgern nur indirekt zurechenbar, indem sie in der Kostenstellenrechnung über Schlüsselgrößen an Kostenstellen verteilt werden (z. B. Gehälter der Geschäfts- und Betriebsleitung, Feuerversicherung für die Produktionsgebäude). Man unterscheidet zwischen echten und unechten Gemeinkosten:
- echte Gemeinkosten können nur über Schlüsselgrößen verteilt werden
- unechte Gemeinkosten sind zwar eigentlich Einzelkosten und ließen sich den einzelnen Kostenträgern direkt zurechnen, werden aus Gründen der abrechnungstechnischen Vereinfachung aber wie Gemeinkosten gehandhabt

```
  Einzelkosten sind: Fertigungsmaterial
                     Fertigungslöhne
                     Sondereinzelkosten der Fertigung
                     Sondereinzelkosten des Vertriebes
```

### Nach dem Verhalten bei Beschäftigungsschwankungen
- Variable Kosten

Variable Kosten (Beispielsweise Nägel bei der Fertigung von Möbelstücken) sind Kosten, die sich direkt mit der Ausbringungsmenge (Beispielsweise dem Möbelstück) verknüpfen können und damit einen fixen Anteil am Produkt, aber einen variable schwankenden Anteil gemäß der Produktionsschwankungen der Ausbringungsmenge haben. Werden also mehr Möbelstücke produziert, so werden mehr variable Kosten im Bezug auf die Gesamtproduktion anfallen.
- Fixe Kosten

Fixe Kosten sind Kosten, die sich auch bei Veränderung der Ausbringungsmenge nicht verändern. Beispiele hierfür sind Kosten für Maschinen, die auch dann anfallen, wenn die Produktion stillsteht.
| Übersicht Kostenarten | Einzelkosten                                        | Gemeinkosten                                      |
| --------------------- | --------------------------------------------------- | ------------------------------------------------- |
| Variable Kosten       | Kosten für Rohstoffe (Holz)                         | Unechte Gemeinkosten (Nägel für Möbelherstellung) |
| Fixe Kosten           | Kosten der Einzelfertigung (Schnittmuster für Sofa) | Echte Gemeinkosten (Abschreibungen, Gehälter)     |

### Nach Parallel-Kalkulation
Bei der Parallel-Kalkulation nach Voll- und Grenzkosten bleibt die bisher gebräuchliche Ermittlung der Vollkosten erhalten. Ihre bekannte Schwäche: nämlich keine klare Aussage hinsichtlich des Gewinns zu liefern – war ein wesentliches Motiv zur Entwicklung dieser Methode, weil hier die verschiedenen fixen Kosten und die abgestuften Deckungsbeiträge ermittelt werden.

## Grundsätze der Kostenartenrechnung
Folgende vier Grundsätze sind bei der Kostenartenrechnung zu beachten:
- Eindeutigkeit
- Disjunktheit
- Vollständigkeit
- Einheitlichkeit